# ليون ماريا غيريرو
ليون ماريا غيريرو هو محامي وعالم نبات وسياسي فلبيني، ولد في 1853 في الفلبين، وتوفي في 1935 في مانيلا في الفلبين. انتخب عضو مجلس النواب في الفلبين.